# 一般職
一般職
- 総合職に対置される概念。主に民間企業で使われる。コース別管理制度における区分の一つ。本記事で述べる。なお国家公務員採用試験の区分についても2012年度採用から総合職試験と一般職試験となり、職員の区分としての「一般職」とまぎらわしくなっている。
- 特別職に対置される概念。日本の国家公務員及び地方公務員のうち、選挙や委嘱ではなく採用試験により任じられるもの。ただし、防衛省職員（自衛官含む）・国会職員・裁判所職員は特別職に当たる。

一般職（いっぱんしょく）は、日本の民間企業における正社員のコース区分で、定型的・補助的な業務を行う。対義区分は、総合職。「総合職」と「一般職」は、それぞれ「事務職」と「一般職」と言われるときもある。

## 歴史
男女雇用機会均等法により女性労働者に対する差別が禁止され、管理職及び将来管理職となることを嘱望された男性従業員と、補助的業務に就かせる女性従業員と区別、男女別の賃金体系を敷くことができなくなり、男女別なく採用される総合職と女性のみの一般職という区分が設けられるようになった。
この総合職と一般職という性別による業務の区分は男性が基幹業務を行う一方で、女性は家事や子育てを通じて男性を支えるという性別役割分業に基づくものである。女性は結婚や出産を機に退職することが前提になっていたため、基幹業務ではなく補助業務を担当することが多かった。
当時、女性が就ける専門職といえば保育士・看護師・栄養士といったものが多かった。
特に四年制大学卒の女子は就職が難しく、教師や公務員くらいしか平等に働けないという問題もあった。
その後、1990年代の法改正により、女性のみが採用されうる一般職というコース区別も男性差別として禁止されたこと、一般事務のIT化による業務量の減少、派遣社員への振替などにより従業者の需要が減少したため、廃止する動きが広がった。
2000年代後半になると、働き方の多様化に対応するため、一般職を復活させる動きが現れた。男女の差別なく採用されることをたてまえとしているが、上述の歴史的背景から現在も一般職として採用される者は、大半が女性となっている。

## 業務内容
区分設立当初は、定型的・補助的な業務（工場におけるライン作業に従事する者や一般事務、パンチャー（プログラムの入力担当者。端末数が増えたことで今はなくなった）などの業務に従事する者等）を担っていた。また、転居を伴う異動は原則ない。
その後、2000年代になると、業務が多様化し、総合職との区別は曖昧になってきている。採用地域に密着して業務を行うコースを一般職、全国を飛び回って業務を行うコースを総合職とする場合もある。そのため、「一般職」という名前のみで業務を判断するのは知識不足で早計である、とする指摘がある。

## 2000年代後半以降の動き
上述したように、廃止した一般職を復活させる動きがある。報道では、伊藤忠商事や丸紅といった商社が紹介されている。
一方で、労働力の量・質の確保の観点やロボティック・プロセス・オートメーションなどによる技術の進歩の影響などから、一般職を廃止する動きもある。銀行では、窓口業務に求められるスキルのハードルが高くなる中で、スキルを持った女性社員の意欲向上と他社への流出を防ぐために人事制度の変更、派遣社員から正社員への登用を行う動きがある。